# Žuti pokret
Žuti pokret je bio reformistički pokret nižeg svećenstva u Hrvatskoj. Ime je izvorno bilo pogrdno, a dobilo je prema boji korica programske knjižice u kojima su nezadovoljnici iznijeli svoje zahtjeve za promjenama u ustrojstvu Katoličke Crkve u Hrvatskoj.
Nagovještaji budućega reformnog pokreta, u prvom redu nižega katoličkoga klera u Hrvatskoj, mogli su se primijetiti u godinama neposredno prije Prvoga svjetskog rata. Pojedini katolički svećenici održavali su tajne sastanke i na njima raspravljali o aktualnim crkvenim pitanjima. Među pokretačima tih sastanaka bili su Stjepan Menziger, koji je prvi od budućih reformnih svećenika prešao na starokatolicizam, Rikard Korytnik, Stjepan Haberstock i Stjepan Zagorac, pravaški političar i narodni zastupnik u Hrvatskom državnom saboru. 
Razmatralo se pretvaranje rimokatoličkih (latinskih) u "hrvatske katoličke" župe. Dio nižeg katoličkog svećenstva nije bio zadovoljan ondašnjim ustrojstvom Katoličke Crkve i tražili su promjene. Program su iznijeli u knjižici Savremene želje katoličkog nižeg klera u državi SHS, objavljenoj 1919. u Bjelovaru. 
Sjedište nezadovoljničkog pokreta bio je Zagreb koji se pokazao da nije prikladan za sjedište odakle bi se vodile akcije, pa se sjedište nezadovoljnika koji su tražili reforme premjestilo u Koprivnicu. Dio koprivničke svjetovne inteligencije podupirao je pretvaranje latinske u "hrvatsku", no usprkos tome taj reformni pokret se osuo, a najustrajniji članovi postupno su otpadali od Katoličke Crkve u Starokatoličku Crkvu. Vrlo bitna osoba u tom nizu događaja bio je pravaški političar i narodni zastupnik u Hrvatskom državnom saboru Stjepan Zagorac. 
Nezadovoljstvo je brzo kulminiralo. Nezadovoljnici su uskoro postali apostati i 1923./24. osnovali su Hrvatsku starokatoličku crkvu. 